# Eva (Alabama)
Eva è un comune degli Stati Uniti d'America situato nella contea di Morgan dello Stato dell'Alabama.